# Wenzlow
Wenzlow är en kommun och ort i Landkreis Potsdam-Mittelmark i förbundslandet Brandenburg i Tyskland.
Den tidigare kommunen Boecke uppgick i Wenzlow den 1 mars 2002.
Kommunen ingår i kommunalförbundet Amt Ziesar tillsammans med kommunerna Buckautal, Görzke, Gräben Wollin och Ziesar.